# Chargeback
Chargeback je služba s jejíž pomocí lze žádat vrácení peněz na kartu, pokud někomu obchodník neposkytl službu (příklad zkrachovalých aerolinek SkyEurope), neposlal zboží nebo poslal jiné zboží a na reklamaci nereaguje. Lze tímto způsobem reklamovat i duplicitně nebo v chybné výši zaúčtované, nebo podvodné transakce.
Služba Chargeback je relativně nákladná, proto se banky snaží od jejího využití klienty spíše odradit (zejména administrativně) a přesvědčit ho, aby podal reklamaci přímo u obchodníka. V případě Chargebacku podává klient reklamaci přímo u své banky (což je rozdíl oproti klasické reklamaci u obchodníka).